# ホージャ
ホージャ（簡易なアルファベット表記: khoja; アラビア文字アルファベット転写: khwāja）とは、主に中央アジアから南アジアにかけてのイスラム教圏で使われる称号の一つである。アラビア文字では خواجه あるいは خواجا と表記され、ペルシア語では「ハージャ」と発音される。漢語では和卓、霍卓と表記される。カタカナではホジャ、フワージャとも表記される。
8世紀末から10世紀末にかけて中央アジア、イランを支配したサーマーン朝の官職の名前に由来し、「貴族」を意味する。サーマーン朝では、ワズィール（宰相）は「大ホージャ」と呼ばれていた。ペルシア語では本来貴族、紳士、富裕な商人など社会的に尊敬される身分の人間を指す称号として使われていたが、現代ペルシア語では宦官を意味する言葉として使われている。
オスマン帝国、トルコ共和国では敬称、先生を意味する言葉として使われる。

## 中央アジア世界におけるホージャ
中央アジアでは4人の正統カリフの子孫を指す称号として用いられ、しばしば「サイイド」と混同された。アブー・バクル、ウマル・イブン・ハッターブの子孫、ウスマーンとアリーの子孫のうち、ムハンマドの娘を母に持たない家系の人物を指してホージャという尊称が使われた。後にカリフの子孫ではないスーフィー（スーフィズムに属するイスラム世界の聖者）も、ホージャの尊称で呼ばれるようになる。
12,13世紀の中央アジアで活躍したスーフィー・グジュダヴァーニーが建てた教団は、ホージャの複数形であるホージャガーン教団と呼ばれた。14世紀末にバハー・アッディーン・ナクシュバンドが教団の指導者となった後、ホージャガーン教団はナクシュバンディー教団と呼ばれるようになる。
16世紀から17世紀にかけての期間にナクシュバンディー教団の指導者アフマド・カーサーニー（マフドゥミ・アザム）の子孫がカシュガルを訪れ、この地で支持者を増やしていった。ヤルカンド・ハン国の寄進を受けて財力を増していき、宗教的権威はヤルカンド・ハンの王権を凌ぐこともあった。カシュガル・ホージャの中にはハーン（ハン）に即位し、「ハーン・ホージャ」と呼ばれる者も現れた。教団はカシュガルのアーファーキーヤ（白山党）とヤルカンドのイスハーキーヤ（黒山党）に分かれて正統性を争い、ハン国の王位継承問題に介入した。両都市のホージャは17世紀にジュンガル、18世紀に清の攻撃を受け、1760年にカシュガル・ホージャ家は清によって打倒された。
カシュガル・ホージャ家の生き残りはコーカンド・ハン国に逃れ、この地で保護を受けた。コーカンド・ハン国は交易の拠点であるカシュガルを統制下に置くため、カシュガル・ホージャを保護し、ホージャたちの軍事作戦を支援した。ホージャ家の人間はしばしば清の支配下に置かれていたカシュガルに侵入するが、いずれの軍事作戦は失敗に終わる。1864年にコーカンド・ハン国のヤクブ・ベクはホージャ家のブズルグを擁立してカシュガルを攻撃し、翌1865年にブズルグを殺害して独立した政権を築いた（ヤクブ・ベクの乱）。